# Amoreira da Gândara, Paredes do Bairro e Ancas
Pour les articles homonymes, voir Amoreira.
Amoreira da Gândara, Paredes do Bairro e Ancas est une paroisse civile portugaise (en portugais : freguesia) de la municipalité d'Anadia dans le district d'Aveiro. Elle est créée en 2013, par fusion des paroisses d'Amoreira da Gândara, Paredes do Bairro et Ancas.

## Histoire
La paroisse est créée par la loi no 11-A/2013 du 28 janvier 2013 portant réorganisation administrative du territoire des freguesias, en fusionnant les paroisses d'Amoreira da Gândara, Paredes do Bairro et Ancas. Son nom officiel est União das Freguesias de Amoreira da Gândara, Paredes do Bairro e Ancas et son siège est fixé à Paredes do Bairro.

## Démographie
Lors du recensement de 2021, Amoreira da Gândara, Paredes do Bairro e Ancas compte 2 429 habitants.